# Saint-Brisson-sur-Loire
Saint-Brisson-sur-Loire é uma comuna francesa na região administrativa do Centro, no departamento Loiret. Estende-se por uma área de 21,72 km². Em 2010 a comuna tinha 998 habitantes (densidade: 45,9 hab./km²).